# D-I-V-O-R-C-E
D-I-V-O-R-C-E ist ein Lied der amerikanischen Countrysängerin Tammy Wynette aus dem Jahr 1968. Das Lied wurde von Bobby Braddock und Curly Putman geschrieben, die Produktion erfolgte durch Billy Sherrill für Epic Records. Das Lied wurde im Erscheinungsjahr ein Nummer-Eins-Länder-Hit in den Vereinigten Staaten und brachte Wynette 1969 ihre zweite Nominierung zu den Grammy Awards in der Kategorie beste weibliche Country-Gesangsdarbietung ein.

## Text und Musik
D-I-V-O-R-C-E schildert die Perspektive einer Frau auf den bevorstehenden Zusammenbruch ihrer Ehe durch eine Scheidung und den Versuch, dies vor ihrem vierjährigen Sohn geheim zu halten. Der Text beginnt damit, den alten elterlichen Trick, bei dem Mütter und Väter Wörter in ihren Gesprächen buchstabieren, von denen sie hoffen, dass ihre Kinder so nicht verstehen können. In diesem Fall buchstabiert die bald geschiedene Frau Wörter wie „Scheidung“ („divorce“), den Namen ihren Sohnes „Joe“, „Hölle“ („hell“) und „Sorgerecht“ („custody“), um den Jungen vor den harten Realitäten der Welt und der endgültigen Trennung von Mutter und Vater zu schützen:

„Our D-I-V-O-R-C-E becomes final today

Me and little J-O-E will be goin’ away

I love you both and it will be pure H-E double L for me

Oh, I wish that we could stop this D-I-V-O-R-C-E.“

Die begleitende Countrymusik unterlegt das gesungene Stück mit einem 4/4-Takt. Sie startet mit einem Intro aus Bass und einer Steel Guitar und bildet dann eine ruhige und damit dezente Begleitung. Zu einer vom Bass und Westerngitarre getragenen, sich kontinuierlich wiederholenden Akkordfolge werden abwechselnd melodiöse Passagen von Steel Guitar und Westerngitarre gespielt.

## Hintergrund

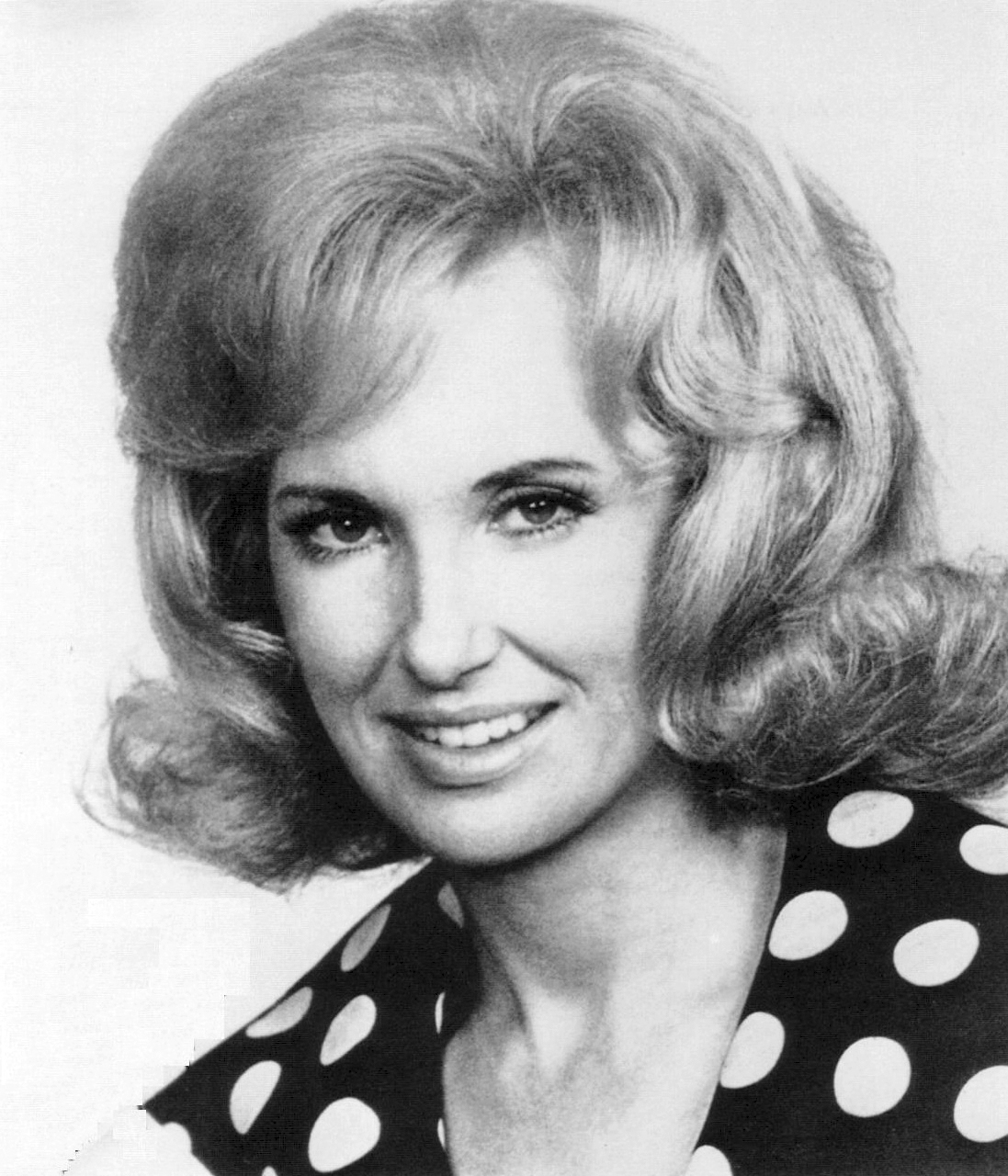
Tammy Wynette, 1975

Single-Etikett von Tammy Wynettes Singe D-I-V-O-R-C-E, 1968

Tammy Wynette kam 1966 nach Nashville, Tennessee, um eine Karriere als Country-Sängerin zu starten. Sie erhielt einen Plattenvertrag beim Musiklabel Epic Records, wo sie mit dem Produzent Billy Sherrill zusammenarbeitete. 1967 veröffentlichte sie ihre Debütsingle Apartment Number 9 und bereits die nächste Single Your Good Girl’s Gonna Go Bad, die auf dem gleichnamigen Album erschien, war so erfolgreich, dass sie auf Position 3 der Billboard Country Charts stieg und ihr 1968 einen Grammy Award für die beste weibliche Country-Gesangsdarbietung einbrachte. Es folgten einige weitere Singles sowie das zweite Album My Elusive Dreams, die vom Publikum ebenfalls gut angenommen wurden und sich entsprechend in den Country-Charts teilweise auf dem Spitzenrang platzierten.
D-I-V-O-R-C-E wurde von Bobby Braddock und Curly Putman geschrieben und komponiert, die Produktion übernahm erneut Billy Sherrill. Laut einem Interview mit dem Rolling Stone hatte Braddock bereits vorher einen Song mit dem Titel I L-O-V-E Y-O-U (Do I Have to Spell It Out for You) geschrieben, den er jedoch nicht unterbringen konnte, weil die Musik zu fröhlich für den Titel war. Aus diesem Lied erschien nach einer musikalischen Überarbeitung durch Putman das Lied D-I-V-O-R-C-E, das sie Billy Sherrill für Tammy Wynette geben konnten.

## Veröffentlichung und Rezeption
Die Single erschien 1968 mit dem Lied Almost Persuaded auf der B-Seite, im gleichen Jahr erschien das gleichnamige Album. Wie die Vorgänger wurde auch dieses Lied ein Country-Hit. In den Billboard Hot Country Singles und auch in den Canadian RPM Country Tracks platzierte es sich auf Platz 1 und es konnte sich zudem in den Mainstream-Charts in den Billboard Hot 100 auf Platz 63 platzieren.
Für D-I-V-O-R-C-E wurde Tammy Wynette zum zweiten Mal für den Grammy Award für die beste weibliche Country-Gesangsdarbietung nominiert, unterlag diesmal jedoch Jeannie C. Riley mit dem Song Harper Valley P.T.A. Die Erfolge von Tammy Wynette, neben dem von D-I-V-O-R-C-E vor allem dem von Stand by Your Man brachten Tammy den Beinamen „First Lady der Country-Musik“ ein und sie wurde bekannt dafür, dass sie die Geschichte vieler anderer Frauen des Alltags erzählte. Nach einer Bewertung der Website tasteofcountry.com war sie „ihre Stimme der Inspiration“. Zu dem Lied schreibt die Seite: „In 1968’s "D-I-V-O-R-C-E," she made a hit out of a silly everyday thing that many parents actually do, which is spell out uncomfortable words in front of their children. The song struck a chord with families everywhere and stayed at No. 1 for three weeks.“ („Mit "D-I-V-O-R-C-E" von 1968 machte sie aus einer albernen alltäglichen Sache, die viele Eltern tatsächlich tun, nämlich vor ihren Kindern unbequeme Worte zu buchstabieren, einen Hit. Das Lied traf bei Familien überall den Nerv der Zeit und blieb drei Wochen lang auf Platz 1.“) In den Folgejahren wurde D-I-V-O-R-C-E immer wieder in Beziehung gesetzt mit Wynettes Leben, dass durch mehrere Scheidungen geprägt war.
Das Lied wurde ein Klassiker der Country-Musik und ist auf zahlreichen Kompilationen enthalten. Bereits 1970 war es zusammen mit anderen Titeln von Tammy Wynette Teil des Soundtracks des Films Five Easy Pieces – Ein Mann sucht sich selbst, 2005 wurde es zudem im Film Brokeback Mountain eingesetzt.

## Coverversionen
Das Lied ist ein Klassiker der Country-Musik und wurde entsprechend vor allem in den späten 1960ern und frühen 1970ern von zahlreichen Country-Sängerinnen gecovert und neu interpretiert. Zu den bekanntesten Versionen neben dem Original zählen Versionen von Kitty Wells, Dolly Parton, Liz Anderson, Wanda Jackson und Rosanne Cash.
Zu den Bands und Interpreten, die das Lied in einer Coverversion veröffentlichten, gehören: u. a.
- 1968: Conway Twitty – D-I-V-O-R-C-E
- 1968: Dottie West – D-I-V-O-R-C-E
- 1968: Kitty Wells – D-I-V-O-R-C-E
- 1968: Margie Bowes – D-I-V-O-R-C-E
- 1968: Norma Jean – D-I-V-O-R-C-E
- 1968: Greg Allman & The Hour Glass – D-I-V-O-R-C-E
- 1969: Ben Colder – D-I-V-O-R-C-E
- 1969: Dolly Parton – D-I-V-O-R-C-E
- 1969: Jean Shepard – D-I-V-O-R-C-E
- 1969: Liz Anderson – D-I-V-O-R-C-E
- 1969: Wanda Jackson – D-I-V-O-R-C-E
- 1972: Barbara Ray – Divorce
- 1973: Phil Everly – D-I-V-O-R-C-E
- 1976: Claude François – Les mots secrets (französisch)
- 1977: Kim Carter – D-I-V-O-R-C-E
- 1998: Rosanne Cash – D-I-V-O-R-C-E
- 2004: The Countdown Singers – D-I-V-O-R-C-E
- 2005: Manon’s Dream – D-I-V-O-R-C-E

## Belege
1. ↑  Tammy Wynette auf grammy.com; abgerufen am 12. August 2020.
2. ↑  Stepgen L. Betts: Bobby Braddock Reflects on Iconic Work With George Jones, Blake Shelton auf rollingstone.com, 19. Oktober 2015; abgerufen am 12. August 2020.
3. 1 2 3  Annie Zaleski: 52 years ago: Tammy Wynette hits No. 1 with ‘D-I-V-O-R-C-E’  auf theboot.com, 28. Juni 2020; abgerufen am 12. August 2020.
4. ↑  Tammy Wynette – D-I-V-O-R-C-E bei Discogs; abgerufen am 12. August 2020.
5. ↑  Tammy Wynette – D-I-V-O-R-C-E (Album) bei Discogs; abgerufen am 12. August 2020.
6. 1 2  Top 10 Tammy Wynette Songs auf tasteofcountry.com; abgerufen am 12. August 2020.
7. 1 2  Tammy Wynette – D-I-V-O-R-C-E auf cover.info; abgerufen am 11. August 2020.